# Méditation (Thaïs)
Méditation és un intermezzo simfònic de l'òpera Thaïs del compositor francès Jules Massenet. La peça es va escriure per a solo de violí i amb orquestra. L'òpera s'estrenà a l'Òpera Garnier de París el 16 de març de 1894.

## Descripció
Méditation és un interludi simfònic realitzat entre el primer i segon quadre del segon acte. En el primer, Athanaël, un monjo Cenobita, afronta Thaïs, un bonica i hedonista cortesana devota de Venus, i intenta convèncer-la de deixar la seva vida de luxe i plaer i descobrir la salvació a través de Déu. És durant un temps de reflexió que l'orquestra toca la Méditation. Tot seguit d'aquest intermedi, Thaïs es penedeix de la seua vida llicenciosa i demanarà a Athanaël, de qui seguirà els passos, que l'aconselli a prosseguir una nova vida que serà plenament espiritual.
La peça és en re major i dura aproximadament cinc minuts (encara que hi ha un cert nombre d'interpretacions que estiren la peça per sobre dels sis minuts). Massenet també pot haver escrit la peça amb intencions religioses; el marcatge de tempo és Andante Religioso indicant la seva intenció que s'hauria de tocar religiosament i en tempo. La peça comença amb una introducció curta de les arpes, amb el violí de solo que de pressa entra amb el motiu. Després que el violí toqui la melodia dues vegades, la peça entra en una secció marcada animato, que es va tornant gradualment més i més vehement (Massenet va escriure poco un poco appassionato). S'aconsegueix el clímax en el lloc marcat com poco piu appassionato (una mica més de passió), que és seguit per una curta cadenza -com el passatge del solista- i retorna al tema principal. Després que el tema es toqui dues vegades, el solista s'acobla a l'orquestra mentre toca harmònics a la caixa alta al mateix temps que les arpes i les cordes silenciosament interpreten baixet la línia de solo.
En el transcurs de l'acte tercer de l'òpera, el tema de la "Méditation" retorna amb diferents variacions com a "leitmotiv", especialment cap a l'escena final de l'obra on resulta encara més emotiu i grandiós.

## Orquestració
La peça està escrita per a solo de violí, dues flautes, dos oboès, corn anglès, clarinet, clarinet baix, fagot, contrafagot, 2 corns, timbales, dues arpes i cordes. La part del solo de violí generalment l'interpreta el primer violí de l'orquestra en una representació d'òpera, o per un solista presentat que està dret davant de l'orquestra en una escena de concert. També cal la participació d'un cor indicat per Massenet per cantar al darrere de la cortina en una òpera, i per de quatre a vuit solistes asseguts entre l'orquestra en un concert.

## Artistes i adaptacions
La Méditation de Thaïs ha sigut interpretada sovint per solistes de violí de classe mundial com Joshua Bell, Sarah Chang, Anne-Sophie Mutter i Maxim Vengerov amb les orquestres més importants per tot el món. Ha estat transcrita per a violí i piano i també per a altres instruments. Yo-Yo Ma i el pianista Kathryn Stott han enregistrat una versió per a violoncel i piano al seu àlbum Paris: La Belle Époque i el cèlebre flautista James Galway també ha tocat i enregistrat una versió per a flauta i orquestra.

## Enregistraments notables
- 1993 – Anne-Sophie Mutter – Orquestra Filharmònica de Viena – Deutsche Grammophon
- 1996 – James Galway – National Philharmonic Orchestra – RCA
- 2001 – Maxim Vengerov, Vag Papian – EMI
- 2002 – Sarah Chang – Orquestra Filharmònica de Berlín – EMI
- 2003 – Yo-Yo Ma, Kathryn Stott – EMI
- 2004 – Joshua Bell – Royal Philharmonic Orchestra – Decca
- 2009 – Nicola Benedetti – London Symphony Orchestra – Decca